# Iset (fille de Ramsès VI)
Pour les articles homonymes, voir Iset.
Iset (ou Isis) est une princesse égyptienne de la XXe dynastie, fille de Ramsès VI, ayant exercé les fonctions de divine adoratrice d'Amon.

## Généalogie
Iset est la fille du roi Ramsès VI et de la grande épouse royale Noubkheseb,. 

## Biographie

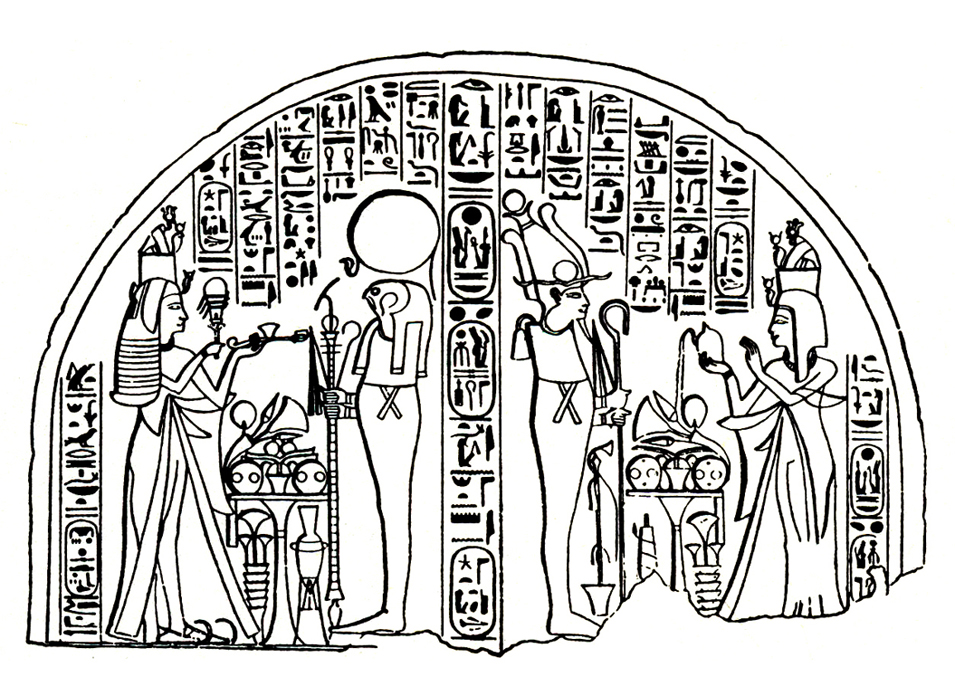
Stèle trouvée à Coptos, aujourd'hui au musée de Manchester : Iset accomplissant des rites pour Rê-Horakhty et Osiris.

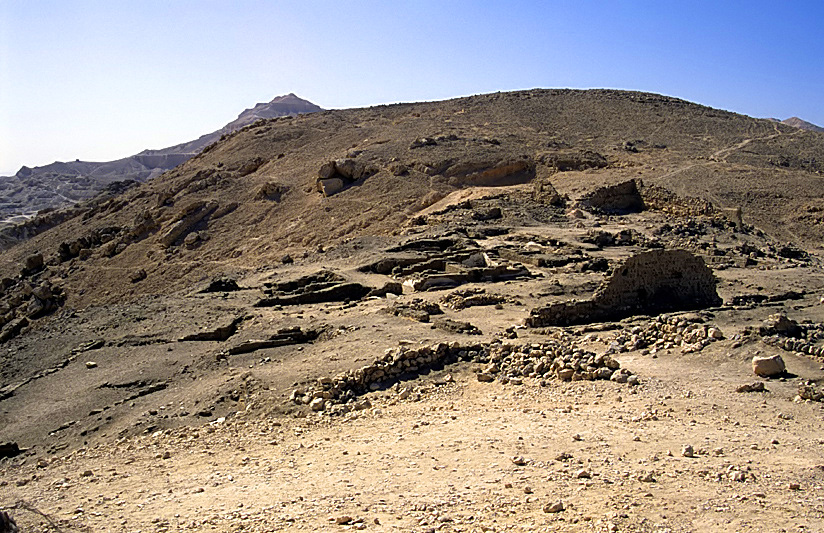
Ruines du monastère de Deir el-Bakhit dédié à Paul de Thèbes, ayant réemployé des blocs d'un monument dédié à Ramsès VI et Iset.

La princesse est élevée à la cour, certainement à Pi-Ramsès, la capitale dynastique. Son nom vient probablement de sa grand-mère paternelle, Iset. Ramsès la nomme comme divine adoratrice d'Amon en présence de sa grand-mère Iset, qui devait alors être d'un âge assez avancé et faisait figure de mère dynastique. 
Cette intronisation  est attestée par une inscription retrouvée par Karl Richard Lepsius dans la seconde moitié du XIXe siècle sur deux blocs réemployés dans la construction d'un monastère copte à Deir el-Bachit au-dessus de Dra Abou el-Naga, dans la nécropole thébaine.
Ces deux blocs conservent partiellement la scène de cet événement qui a dû se dérouler en présence de la barque sacrée du dieu Amon représentée en relief avec au-dessus trois lignes de texte donnant les noms des principaux personnages dont ceux du roi, de la reine mère, qui céda probablement son titre et sa fonction à cette occasion, et le nom de la princesse.
Le nom de sa mère nous est aussi connu, cette fois grâce à une stèle provenant de Coptos. Découverte par Petrie à la fin du XIXe siècle, elle est aujourd'hui conservée en Grande-Bretagne, au musée de Manchester.
Dans le cintre de cette stèle, Iset est représentée accomplissant des rites et des offrandes pour Osiris et Rê-Horakhty avec derrière elle sur chacun des tableaux le nom de ses parents. 
Elle est la première divine adoratrice à faire figurer dans son cartouche les hiéroglyphes qualifiant sa fonction.

## Sépulture
Le tombeau de la divine adoratrice Iset n'a pas été pour l'instant localisé. Il a certainement été pillé comme toutes les tombes princières et royales de cette période. Une coupe en albâtre au nom d'Iset conservé au musée de Munich en provient certainement.
Le British Museum possède un pyramidion au nom d'Iset qui est exposé sous le numéro d'inventaire BM 1742. Sur la face orientale de ce petit monument, Iset est représentée deux fois à genoux faisant le geste de l'adoration du lever du soleil. Elle est habillée avec une robe aux manches amples, le cou orné d'un large collier ousekh. Sa tête est coiffée d'une lourde perruque ornée des insignes caractéristiques de sa fonction, la dépouille de vautour dotée d'un uræus, ainsi qu'un modius simple.
Ce type de pyramidion coiffait un petit monument pyramidal qui recouvrait traditionnellement la chapelle de culte funéraire, elle-même placée au-dessus du puits d'accès au caveau funéraire.
Il est possible que cette tombe se trouve dans la vallée des reines et qu'elle ait été creusée et décorée par les artisans de Deir el-Médineh.
Comme presque toutes les momies de reines ou de princesses de cette période, celle d'Iset n'a jamais été retrouvée.